# North American Aviation
North American Aviation était un constructeur aéronautique militaire et aérospatial américain. Il fut le premier constructeur, par le nombre, durant la période de 1935 à 1967. Rien que pendant la Seconde Guerre mondiale, il produisit 41 208 avions. À partir du début des années 1960, la compagnie se focalisa sur les programmes de missiles et spatiaux, participant entre autres au programme Apollo. En mars 1967, North American Aviation et Rockwell Standard Corporation fusionnèrent au sein de North American Rockwell, qui devint en 1973, Rockwell International et finit par être absorbé par Boeing en 1996.

## Histoire

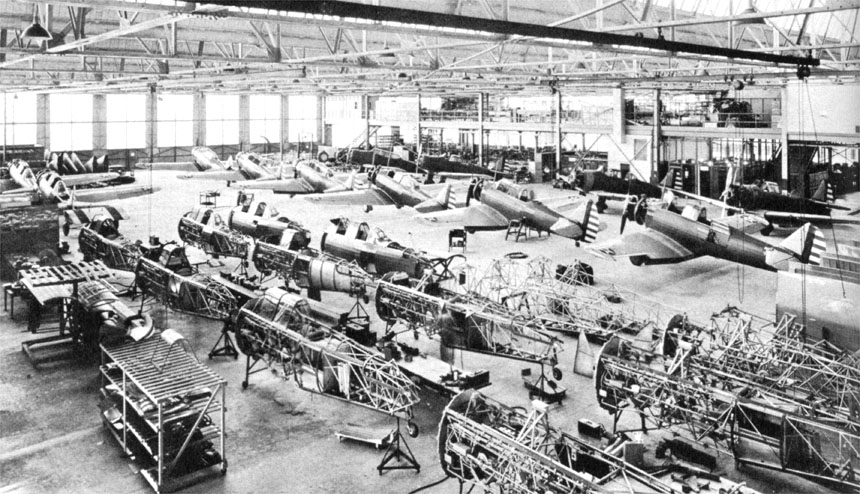
Chaîne de montage des BT-9 à Inglewood, en Californie (1936).

North American Aviation est fondée le 6 décembre 1928 par Clement Keys (en), comme une compagnie de Holding dans le Delaware, et en mars 1930, elle est cotée au New York Stock Exchange. Elle regroupe alors à la fois des compagnies aériennes et des usines de production d'avions, dont la General Aviation Manufacturing Corporation, acquise en 1933. La nouvelle législation du New Deal comprenait le Air Mail Act (en) du 31 décembre 1934 qui interdisait aux sociétés impliquées dans la construction aéronautique de signer des contrats de poste aérienne, et North American's airline se sépare de son activité de production. General Aviation, livrée à elle-même, embauche un nouveau président, James Howard Dutch Kindelberger, âgé de 39 ans, mais ancien vice-président des études de Douglas Aircraft Company, celui-ci amène de plus deux ingénieurs de talent de chez Douglas, Lee Atwood et J.S. « Stan » Smithson, et prend le nom de North American aviation.
La situation de l'entreprise n'est pas brillante puisqu'elle n'a encore jamais vendu d'avion, elle s'est contenté de modification sur des Berliner-Joyce P-16 et son seul modèle original, le GA-43 Pilgrim, un monomoteur à aile basse de dix passagers, est invendable. Une première commande gouvernementale permet d'améliorer les finances, mais il ne s'agit aucunement d'avion, mais de pontons pour les avions d'observation de l'US Navy. Cependant, les premiers dessins pour un nouvel avion sont prêts, un avion d'instruction trois places, le NA-16, qui vole le 1er avril 1935 et que l'US Army essaye en mai. L'avion modifié NA-19 est commandé à la fois par l'Army (BT-9) et la Navy (NJ-1), l'Argentine se porte acquéreur du NA-18. L'avion va être un immense succès commercial, avec plus de 17 000 exemplaires produits par North American en 25 ans et 4 500 sous licence dans quatre autres pays.

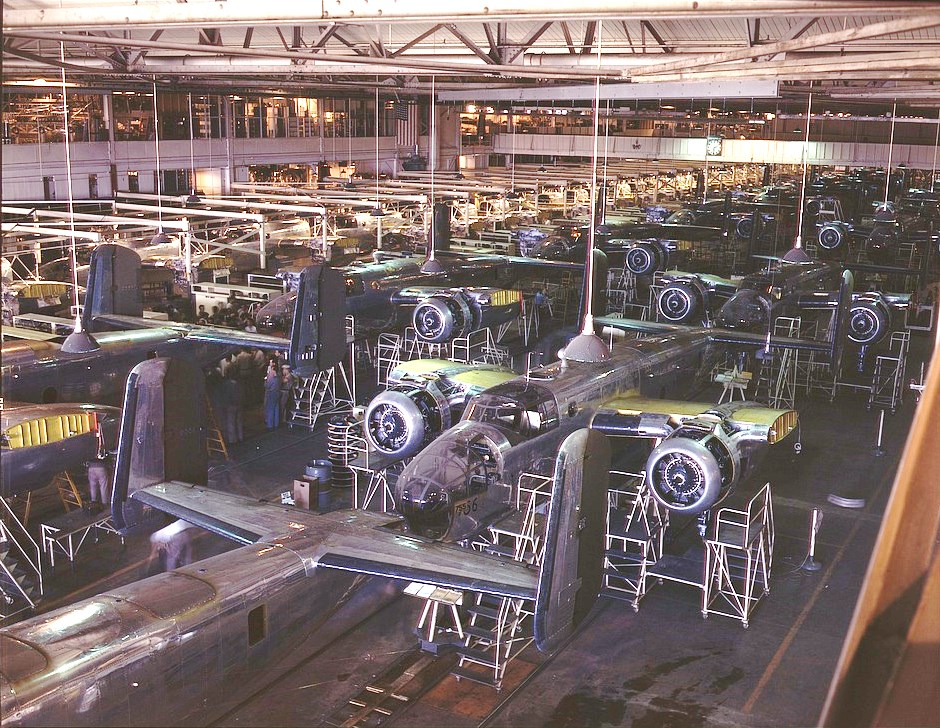
Chaîne de montage des B-25 Mitchel à Inglewood (Californie) en 1942

Entre-temps, avant de lancer la production en série, Kindelberger a fait déménager son usine et ses 75 employés sur un terrain de 8 hectares qu'il loue pour 600 dollars par an, au bord du Los Angeles Municipal Airport, en Californie. En janvier 1936, la nouvelle usine ouvre avec 250 employés. À côté de la production des dérivés du NA-16, la compagnie construit son premier bimoteur, le NA-21 Dragon, que l'Army teste sous la désignation de XB-21. En 1940, la production continuant d'augmenter avec la guerre, deux nouvelles usines sont ouvertes, une à Kansas City et une autre à Dallas au Texas. Deux nouveaux avions exceptionnels vont se joindre au T-6 pour assurer le succès de la compagnie, le B-25 Mitchel et P-51 Mustang. Au total, North American va produire de 1938 à 1945 43 208 avions. À la fin de la guerre avec le Japon, elle emploie 91 000 salariés et a 8 000 avions en commande.
Elle devient en 1933 la division aérienne de General Motors. Son sort change avec T-6 Texan, avion d'entrainement mis en service en 1937 : produit à 15 495 exemplaires, cet avion figure parmi les appareils les plus produits de l'histoire. De 1938 à 1944, NAA produit 40 000 avions, plus que n'importe quel autre avionneur américain. Le siège de l'entreprise, son bureau d'étude, et son usine principale se trouvent à Los Angeles. D'autres usines sont ouvertes pendant le conflit dans l'Ohio, au Texas et au Kansas. À la fin de la guerre, les commandes diminuent de façon spectaculaire, le nombre d'avions à construire chutant à 24, amenant NAA à réduire ses effectifs à proportion : de ses 91 000 employés, l'entreprise n'en conserve que 5000.

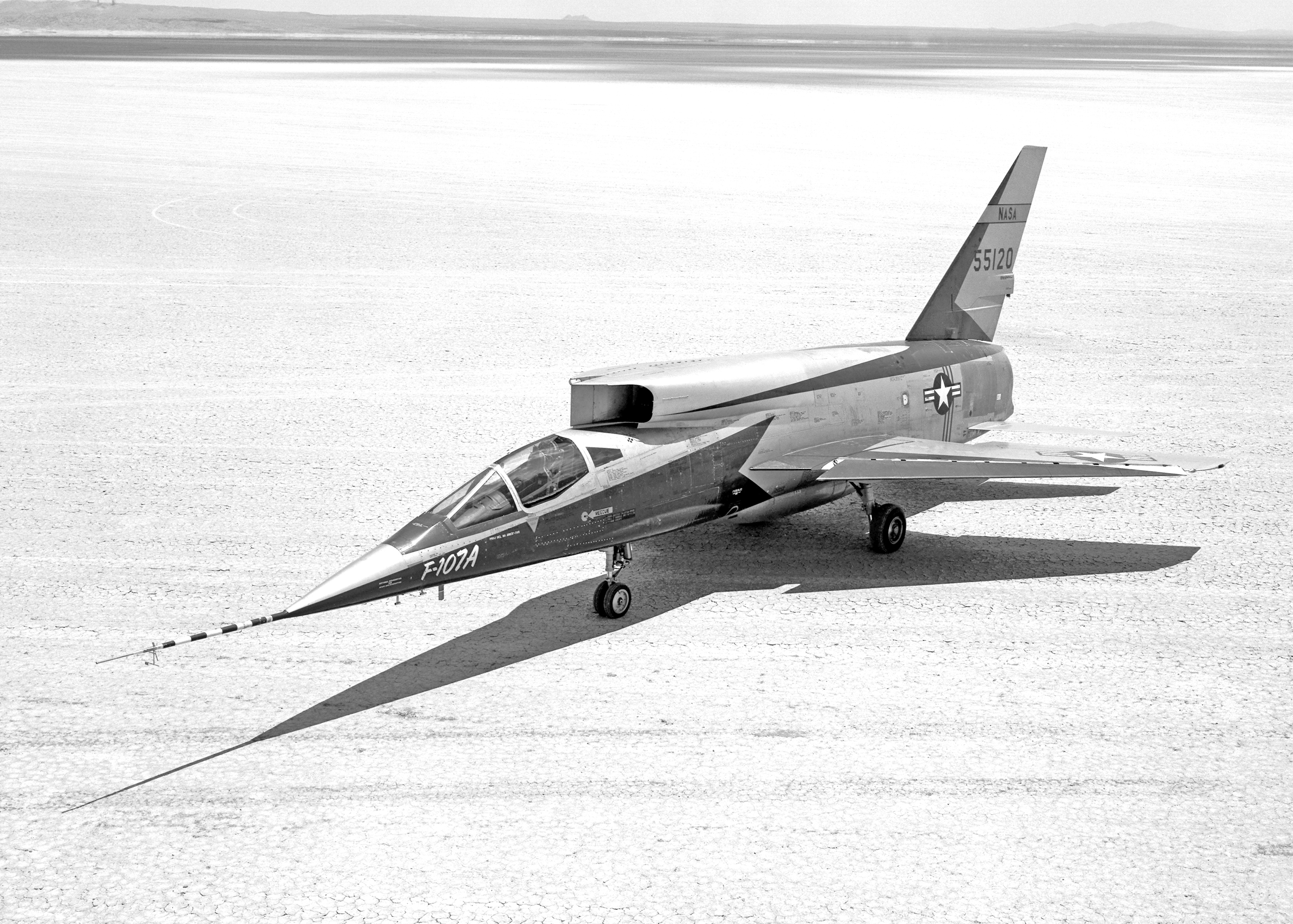
Le prototype du F-107

Mais la compagnie réagit en proposant des avions modernes qui vont susciter l'intérêt de la toute nouvelle USAF et de l'US Navy. Ainsi sont créés le B-45 en 1947 et le FJ-1 Fury en 1946. Ce dernier évoluera pour donner un nouveau grand succès, le F 86 Sabre, dont 6 656 exemplaires seront produits par North American, auquel s'ajouteront 2 500 appareils produits sous licence. En juin 1948, Kindelberger laisse la présidence à Lee Atwood. Au début des années 1950 apparaît le F-100 Super Sabre, qui continue le succès de son prédécesseur, mais il sera le dernier grand contrat dans le domaine militaire. À la fin des années 1950, les annulations successives du YF-107, du XF-108 et du missile de croisière Navajo portent un coup fatal à la société sur le marché militaire.
En revanche, la compagnie se distingue dans le domaine de la recherche spatiale avec le programme du X-15, conséquence de la décision de son président de se focaliser sur le programme spatial. La société obtient entre autres la conception et la fabrication des modules de commandement et de service et d'une bonne partie du lanceur Saturn V du programme Apollo. Après l'accident de janvier 1967 d'Apollo 1, la compagnie, très critiquée, s'associe avec Rockwell Standard Corporation au sein d'un nouveau groupe, North American Rockwell, qui devient Rockwell International en 1973 en raison de sa diversification. Le nouveau groupe décroche entre autres le contrat du B-1 en 1970, mais devant l'escalade des coûts, en 1977, le président Jimmy Carter annule le programme. Il est relancé sous l'administration Reagan, avec un programme de missiles de croisière qui lui sont associés. La division « Space Transportation Systems Division » (STSD) de Rockwell est aussi sélectionnée pour la construction des navettes spatiales et, à la fin des années 1980, pour le programme « X-31 Enhanced Fighter Maneuverability demonstrator ». Finalement, les divisions spatiales et aviation du groupe sont vendues au groupe Boeing en décembre 1996, dont North American Aviation et Rocketdyne.

## Filiales et divisions
- Eastern Air Lines jusqu'en 1938
- Rocketdyne crée en 1955

## Personnalités
- Thomas Ronald Baron

## Productions de North American Aviation

### Avions
- North American T-6 Texan
  - BT-9
  - Harvard
  - O-47
  - NJ-1
- XB-21
- B-25 Mitchell
- XB-28 Dragon
- P-51 Mustang
  - North American A-36 Invader
  - F-6 Mustang
  - North American F-82 Twin Mustang
- AJ Savage
- B-45 Tornado
- F-86 Sabre
  - FJ Fury
- T-28 Trojan
- YF-93A
- F-100 Super Sabre
- YF-107
- North American XF-108 Rapier
- T-2 Buckeye
- A-5 Vigilante
  - A3J-1 Vigilante
  - RA-5C Vigilante
- T-39 Sabreliner
- XB-70 Valkyrie
- OV-10 Bronco
- Rockwell B-1 Lancer
- X-31A
- AC-130U Gunship (C-130 Hercules)

### Missiles produits ou développés par North American Aviation
- North American X-10
- North American SM-64 Navaho
- North American AGM-28 Hound Dog
- North American AGM-114 Hellfire (développé par North American Aviation, puis repris par Martin Marietta devenue Lockheed-Martin)

### Programme spatiaux
- North American X-15
- Little Joe
- Moteur-fusée F-1
- Moteur-fusée J-2
- Étage de fusée S-II
- moteur fusée Redstone
- Module de commande et de service Apollo
- HiMAT
- Navette spatiale américaine